# نویزالسا-اشپرمبرگ
شهر نویزالسا-اشپرمبرگ (به آلمانی: Neusalza-Spremberg) در ایالت زاکسن در کشور آلمان واقع شده‌است.